# Dallas Black Hawks
Dallas Black Hawks var ett amerikanskt professionellt ishockeylag som spelade i Central Hockey League (CHL) mellan 1967 och 1982.
Ishockeylaget har dock sitt ursprung från 1959 när NHL-laget Chicago Blackhawks startade upp det kanadensiska ishockeylaget Sault Ste. Marie Thunderbirds för spel i Eastern Professional Hockey League (EPHL). År 1962 beslutade Blackhawks att flytta Thunderbirds från Sault Ste. Marie i Ontario till Syracuse, New York i USA för att vara Syracuse Braves. Det blev dock bara en kort vistelse i Syracuse för Braves för på nyårsafton blev det klart att ishockeylaget skulle flyttas till Saint Louis i Missouri för att spela klart säsongen som St. Louis Braves. När säsongen var över lades Braves ner men fick åter liv när CHL startades upp av gamla lag till EPHL och International Hockey League (IHL). Den här gången blev dem flyttad till Dallas i Texas och fick namnet Dallas Black Hawks. Ishockeylaget spelade sina hemmamatcher i State Fair Coliseum.
Black Hawks vann Adams Cup för säsongerna 1968–1969, 1971–1972, 1973–1974 och 1978–1979.
Det var ett farmarlag till Chicago Blackhawks, Toronto Maple Leafs, Edmonton Oilers och Vancouver Canucks (NHL).
Spelare som spelade för dem var bland andra J.P. Bordeleau, Dave Burrows, Denis DeJordy, Dave Dryden, Rob Flockhart, Dirk Graham, Bruce Greig, John Grisdale, Glen Hanlon, Dave Hunter, Kelly Kisio, Wayne Maki, Bob Murray, Stan Smyl, Jack Stanfield, Jim Stanfield, och Dale Tallon.